# Lysurus mokusin
A Lysurus mokusin, comumente conhecida como lanterna stinkhorn, é uma espécie saprófita de fungo da família Phallaceae. É a espécie-tipo do gênero Lysurus. O basidioma consiste em um estipe cilíndrico canelado avermelhado que é coberto por vários "braços". Os braços podem se aproximar ou até mesmo tocar uns nos outros para formar um coruchéu. A gleba (uma massa de esporos viscosos verde-oliva) é carregada na superfície externa dos braços. O basidioma tem um odor comparável ao de "fezes frescas de cachorro", "carne podre" ou "esgoto" quando maduro.
O fungo é nativo da Ásia e também é encontrado na Austrália, Europa e América do Norte, onde provavelmente é uma espécie introduzida. Ele é comestível em seu estágio imaturo em formato de "ovo" e tem sido usado medicinalmente na China como remédio para úlceras.

## Taxonomia
A espécie foi descrita pela primeira vez pelo padre católico e missionário Pierre-Martial Cibot em 1775, depois de encontrá-la perto de Beijing. Essa descoberta representa o primeiro registro científico publicado de um fungo da China. O nome original de Cibot para a espécie, Phallus mokusin, foi sancionado por Christian Hendrik Persoon em sua Synopsis Methodica Fungorum, de 1801. Em 1823, Elias Magnus Fries a transferiu para o gênero Lysurus em seu Systema Mycologicum. A L. mokusin é a espécie-tipo do gênero Lysurus.
Em 1938, Y. Kobayasi relatou a forma L. mokusin f. sinensis, que, segundo ele, diferia da espécie principal por ter uma cabeça mais angular e cônica no topo; a forma sinensis também foi relatada na Coreia do Sul em 1995. Alguns autores tentaram definir formas de L. mokusin como novas espécies com base no grau de separação dos braços apicais. Por exemplo, para contrastar com seu conceito de Lysurus, no qual os braços eram livres ou ligeiramente fundidos, o gênero Lloydia foi criado por Chow em 1935 para conter espécies nas quais as pontas dos braços eram fundidas. Como resultado de várias interpretações diferentes dos limites da L. mokusin e do desejo de alguns autores de definir novas espécies com base nas diferenças percebidas, o fungo adquiriu uma longa lista de sinônimos ao longo dos anos. É comumente conhecido como lanterna stinkhorn (lantern stinkhorn), pequena garra de lagarto (small lizard's claw), ou garra de lagarto com nervuras (ribbed lizard claw).
A Lysuris mokusin foi incluída em uma análise filogenética em larga escala de fungos Gomphoid e Phalloid, publicada em 2006, e demonstrou formar um clado com Simblum sphaerocephalum, Lysurus borealis e Protubera clathroidea.

## Descrição
Os basidiomas imaturos são "ovos" brancos e gelatinosos que medem de 1 a 3 cm de diâmetro e são fixados ao solo por fios espessos de micélio chamados rizomorfos. À medida que o fungo amadurece, o ovo se rompe e o basidioma se expande rapidamente, deixando restos volvais na base. O estipe do basidioma maduro, oco e esponjoso, tem dimensões de 10 a 15 cm por 1,5 a 2,5 cm e varia de branco a rosa e vermelho, com 4 a 6 lados distintos profundamente sulcados, divididos longitudinalmente por nervuras. A base da distinção entre L. mokusin e outras espécies de Lysurus é a forma angular de seu estipe. Os lados se ramificam em 4 a 6 braços que são fundidos na ponta para formar um ápice pontiagudo, semelhante a um coruchéu. À medida que o cogumelo amadurece, os braços podem se separar. A superfície externa dos braços é revestida por uma massa de esporos marrom, viscosa e malcheirosa chamada gleba; seu odor fétido ajuda a atrair moscas e outros insetos para auxiliar na dispersão dos esporos. O odor foi comparado ao de "fezes frescas de cachorro", "carne em decomposição" ou esgoto.
Os esporos têm formato cilíndrico, são lisos, de paredes finas e hialinos (translúcidos), com dimensões de 4 a 6 por 2 a 2,5 μm. A microscopia eletrônica de varredura revela que uma extremidade dos esporos tem uma cicatriz hilar - uma reentrância na parede do esporo que resulta da sua separação do esterigma do basídio. Os basídios (células portadoras de esporos) geralmente têm oito esporos e a gleba é composta de cadeias de esporos aproximadamente esféricos, fusiformes, elipsoides a amplamente em forma de taco, com 6,5 a 7,4 por 2,8 a 5,6 μm ou 37,1 a 46,3 por 18 a 28 μm e também misturadas com esporos filamentosos de 2,3 a 4,5 μm de largura. As hifas de L. mokusin têm fíbulas.
- Vista aproximada da ponta do basidioma, mostrando a separação dos braços
- Vista em seção transversal do estipe
- Moscas atraídas pelo cheiro forte

### Espécies semelhantes
A aparência da Lysurus cruciatus é semelhante à da L. mokusin, mas o estipe é cilíndrico e não possui caneluras na ponta. A Lysurus borealis também é semelhante, mas seu estipe não é estriado e não tem os ângulos presentes na L. mokusin. A Lysurus periphragmoides é cilíndrica com um píleo grade arredondado no topo.

## Habitat e distribuição
O cogumelo Lysurus mokusin é saprófito e cresce solitariamente ou em pequenos grupos em serapilheira de florestas, lascas de madeira usadas em paisagismo e compostos. Avistamentos documentados da L. mokusin incluem a Australásia, as Ilhas Canárias, a Coreia, o Japão, a China, e as Ilhas Bonin. A espécie era desconhecida na Europa até ser relatada na Itália em 1979; é considerada uma espécie exótica nesse continente. Nos Estados Unidos, ela foi coletada nos estados da Califórnia, Texas, nordeste de Oklahoma e Washington.

## Usos
Essa espécie é considerada comestível quando ainda está no estágio imaturo de "ovo" e é considerada uma iguaria na China. Quando madura, seu odor desagradável impediria a maioria das pessoas de tentar consumi-la. O fungo tem sido usado medicinalmente na China como um remédio para úlceras.

## Links externos
- Lysurus mokusin em Index Fungorum
- Imagens em Mushroom Observer